# Baby, Hello
«Baby, Hello» es una canción del cantante puertorriqueño Rauw Alejandro y el productor argentino Bizarrap. Fue lanzada el 23 de junio de 2023 a través de Duars Entertainment y Sony Music Latin, como el primer sencillo del cuarto álbum de estudio de Alejandro, Playa Saturno (2023). 
«Baby, Hello» marca la segunda colaboración de ambos artistas después de «Rauw Alejandro: BZRP Music Sessions, Vol. 56», publicada el 21 de junio del mismo año.

## Video musical
El videoclip fue publicado simultáneamente con la canción en la madrugada del 23 de junio de 2023, en el canal de YouTube de Rauw Alejandro. La pieza visual se ambienta en una especie de playa en la superficie lunar y muestra la unión de terrícolas y extraterrestres que en medio de emoción y euforia, lo que refleja la energía de la canción. Fue dirigido por Martín Seipel y Rauw Alejandro «el Zorro» y grabado en la ciudad de Miami.

## Recepción crítica
Diversos medios destacan la mezcla de los ritmos electrónicos y urbanos en la canción, que «logra transportarnos al origen de la música EDM y los legendarios ‘raves’ de la década de los 90s [sic]», además de denominarla como la «contraparte perfecta» de la «Music Sessions, Vol. 56».
El diario español El Mundo la calificó como «otro intento por tener uno de los éxitos del verano en 2023» y, de manera similar, Cinthya Castaño del canal de televisión colombiano Red+ alegó que «promete convertirse en un hit para este semestre del 2023».

## Posicionamiento en listas
| Lista                                       | Mejor posición |
| ------------------------------------------- | -------------- |
| Argentina (Argentina Hot 100)               | 31             |
| Argentina (Monitor Latino)                  | 7              |
| Colombia (Monitor Latino)                   | 11             |
| Estados Unidos (Hot Dance/Electronic Songs) | 4              |
| Estados Unidos (Hot Latin Songs)            | 32             |
| E.E. U.U. (Latin Rhythm Airplay)            | 17             |
| El Salvador (Monitor Latino)                | 17             |
| España (Top 100 Canciones)                  | 2              |
| Global 200 (Billboard)                      | 99             |
| Honduras (Monitor Latino)                   | 13             |
| Panamá (Monitor Latino)                     | 14             |
| Paraguay (Monitor Latino)                   | 11             |
| República Dominicana (Sodinpro)             | 38             |
| Uruguay (Monitor Latino)                    | 7              |